# Pingree (Dakota Północna)
Pingree – miasto w Stanach Zjednoczonych, w stanie Dakota Północna, w hrabstwie Stutsman.